# Chronologie de la république de Weimar
Cette page dresse une chronologie de la république de Weimar, de 1918 à 1933.
Pour la période suivante, de 1933 à 1945, bien que la constitution de la république de Weimar n'ait pas été révoquée, voir la chronologie du Troisième Reich (1933-1939) puis la chronologie de la Seconde Guerre mondiale (1939-1945).
Dans un souci de clarté, les chiffres liés à l'économie sont fournis en dollars actuels[évasif].

## Année1918
Voir aussi Révolution allemande
- 29 septembre : démission du chancelier Georg von Hertling. L'armée demande un armistice à l'empereur Guillaume II.
- 3 octobre : gouvernement de Maximilian von Baden. Demande d'armistice adressée aux États-Unis
- 28 octobre : le haut commandement ordonne une ultime sortie à la flotte allemande. Premiers refus d'obéissance de marins de Kiel et de Wilhelmshaven.
- 29 octobre : le Kaiser Guillaume II d'Allemagne quitte Berlin pour le quartier général de Spa.
- 31 octobre : le gouvernement demande au Kaiser d'abdiquer. Opposition du maréchal Paul von Hindenburg.
- 3 novembre : révolte à Kiel d'ouvriers et de marins. Constitution de conseils ouvriers.
- 3 novembre : révolte à Munich menée par Kurt Eisner (USPD).
- 5 novembre : révolte à Hambourg, puis à Brême.
- 7 novembre : une émeute chasse la famille régnante, les Wittelsbach, de Munich.
- 8 novembre : Kurt Eisner proclame la République à Munich.
- 9 novembre : révolte à Berlin. Philipp Scheidemann proclame la « République allemande », et Karl Liebknecht proclame la « république socialiste libre d'Allemagne ». Abdication du Kaiser Guillaume II.
- 10 novembre : l'empereur Guillaume II s'enfuit aux Pays-Bas.
- 11 novembre : signature de l'armistice à Rethondes entre l'Allemagne et la Triple-Entente.
- 14 novembre : début du travail de rédaction d'une constitution républicaine.
- fin novembre : Création du parti populaire (DVP) et du parti national allemand (DNVP).
- 29 décembre : naissance du KPD (Parti communiste d'Allemagne).
- Adoption de la journée de 8 heures.

### Bilan de la guerre
- La Première Guerre mondiale est terminée. Cette guerre a causé des destructions matérielles et humaines sans précédent et impliqué plus de 60 millions de soldats. L’Europe en sort exsangue et perd de son influence au profit des États-Unis, qui sortent renforcés du conflit. On compte 9 millions de morts et 20 millions de blessés.
- Le total des pertes pour l'Allemagne est de 2,5 millions de morts et 4,5 millions de blessés.

### Économie
- Le blocus des Alliés et la mise en place d’une économie de guerre ont ruiné le pays qui doit réorienter sa production militaire vers une production civile.
- Les emprunts publics lancés pour financer l’effort de guerre ont entrainé une forte hausse de la dette.
- Baisse de 20 % du PIB d'avant guerre, qui atteint 200 milliards de dollars.
- Important déficit public de 50 milliards de dollars (25 % du PIB).
- 10 milliards de dollars sont affectés à la dette.
- 40 milliards de dollars sont alloués au budget de l'armée, 30 milliards aux dépenses sociales.
- Les prélèvements obligatoires sont restés stables à 9 % du PIB (18 milliards de dollars).
- Dette à 131 % du PIB (262 milliards de dollars).
- Chômage à 3 %.

## Année1919
- 5 janvier : fondation du Parti des travailleurs allemands qui deviendra le Parti national-socialiste des travailleurs allemands en 1920. À Berlin, l'USPD commence une insurrection spartakiste, qui sera réprimée.
- 15 janvier : assassinats de Rosa Luxemburg et Karl Liebknecht.
- 19 janvier : élections législatives, dont le SPD sort vainqueur (37,9 % des voix).
- Formation de la coalition de Weimar, comprenant le SPD, le Zentrum et le DDP. Ces 3 partis rassemble 330 députés et 78 % des sièges. Ils seront à l'origine de la constitution de la République de Weimar et soutiendront les premiers gouvernements de la république.
- 6 février : séance inaugurale de l’Assemblée nationale constituante allemande à Weimar, Berlin étant jugé trop dangereux.
- 11 février : l'assemblée élit Friedrich Ebert président du Reich.
- 13 février : gouvernement Scheidemann (SPD). Il démissionnera en raison de l'intransigeance des Alliés sur la renégociation du Traité de Versailles.
- 21 février : assassinat de Kurt Eisner par Arco Valey, un extrémiste de droite.
- mars : le KPD organise une grève générale à Berlin, réprimée par l'armée (1200 morts).
- 10 mars : Leo Jogiches est assassiné en prison.
- 12 mai : L’Assemblée nationale constituante allemande, réunie en session extraordinaire, rejette le projet de traité soumis à la délégation allemande à Versailles le 7 mai, notamment l'article 231 portant sur la responsabilité de guerre. Condamnation immédiate de Georges Clemenceau qui déclare qu'"  un traité ne peut être qu'accepté ou refusé dans son ensemble ".
- 21 juin : gouvernement Bauer (SPD).
- 28 juin : Menace d'invasion militaire de la part des armées de la Triple-Entente. Le Traité de Versailles est adopté sous la contrainte par 237 voix contre 138  (coalition du SPD et du Zentrum). Il est ressenti comme un Diktat dont l’Allemagne ressort très affaiblie.
- 31 juillet : adoption de la constitution de Weimar par l'Assemblée nationale constituante allemande par 262 voix contre 75. 
  - L'Allemagne devient une république parlementaire à tendance semi-présidentiel.
  - Le chancelier du Reich et le gouvernement du Reich seront responsables devant le Reichstag et le président du Reich, élu pour 7 ans.
  - Le parlement est élu pour quatre ans au suffrage universel direct et proportionnel.
  - Le Reichstag peut être dissous à tout instant par le président du Reich.
  - Le Reichsrat, formé des représentants des différents Länder, remplace le Bundesrat mais voit sa compétence réduite (pouvoir suspensif).
  - Le Reich comprend 17 Länder au lieu de 25, à la suite de la fusion de sept principautés en un État de Thuringe.
  - Introduction du référendum.
  - Le pouvoir fédéral est renforcé (perception de presque tous les impôts).
- 11 août : promulgation de la Constitution.
- 12 septembre : Adolf Hitler entre au parti des travailleurs allemands.
- 18 novembre : commission d'enquête du Reichstag sur les raisons de la défaite allemande. Hindenburg rejette cette responsabilité sur les partis alors au pouvoir (théorie du « coup de poignard dans le dos »).

### Économie
- Chômage à 3,7 %.
- Décroissance du PIB de 10 %.
- Baisse de la dette publique à 80 % du PIB (140 milliards de dollars) due à la diminution des dépenses militaires.
- Stabilisation du déficit public à 24,7 milliards de dollars, qui reste très élevé (13 % du PIB).
- La réforme fiscale permet de faire passer le taux de prélèvement de 9 à 15 % du PIB (26,3 milliards de dollars).
- PIB à 175 milliards de dollars.

## Année1920
- 10 janvier : le Traité de Versailles entre en application. 
  - L’Allemagne perd 15 % de son territoire et 10 % de sa population.
  - Livraison matériel et militaire aux pays vainqueurs (5000 locomotives et camions, 15000 wagons, flotte commerciale, 5000 canons, 25000 avions, l'intégralité de la flotte de guerre et du corps blindé).
  - Réarmement limité : l'armée de terre est réduite à 100000 hommes sans artillerie, aviation ou blindés. La flotte navale est limitée à 15000 hommes.
  - Renoncement à son empire colonial.
  - Suppression des droits de douane et perte de brevet (aspirine).
  - Démilitarisation et occupation de la Rhénanie pour 15 ans.
  - Réparations de guerre dont le montant sera fixé par les Alliés.
- 24 février : première réunion importante du Parti ouvrier allemand (DAP) à Munich. Adolf Hitler y proclame le Programme en 25 points. Le parti sera rebaptisé NSDAP à la fin de l'année.
- 13 mars : putsch de Kapp. Une grève générale se déclenche alors, paralysant le pays. Soulèvement de la Ruhr organisé par les communistes.
- 17 mars : fuite de Kapp.
- 27 mars : premier Gouvernement Hermann Müller (SPD).
- 6 juin : élections au Reichstag. Les partis de la constituante subissent le contrecoup du vote du traité de Versailles. Le SPD reste le parti le plus fort, mais il voit ses électeurs fondre au profit des autres formations de gauche. La coalition de Weimar (SPD, Zentrum, DDP) perd la majorité absolue (205 députés et 44,7 % des sièges) et doit alors trouver un appui à droite pour gouverner. Instabilité ministérielle en Allemagne.
- 21 juin : Le chancelier Hermann Müller, soutenu par une coalition (SPD, Zentrum, DDP) désormais minoritaire, ne parvient pas à obtenir le soutien des partis conservateurs (BVP, DVP). Démission du premier Gouvernement Hermann Müller (SPD).
- 28 juin : Gouvernement Fehrenbach (Zentrum), soutenu par le SPD, Zentrum, DDP.
- Le vote du traité de Versailles par l'assemblée constituante est définitivement perçu comme un coup de poignard dans le dos par la majorité des Allemands. Ce sentiment de trahison avec le désir de revanche qui lui est associé va empoisonner la vie politique de la jeune république ; les partis du centre (SPD, DDP, Zentrum) perdront définitivement leur majorité et leur prédominance au sein du parlement.

### Économie
- Chômage à 3,8 %.
- Perte de 10 % de la richesse du pays, dû aux effets du traité de Versailles.
- Forte hausse des impôts (20 % du PIB, 38,5 milliards de dollars).
- Hausse du PIB de 10 %.
- 32,7 milliards de dollars affectées aux dépenses sociales (17 % du PIB).
- La richesse nationale est de 192,5 milliards de dollars.
- La dette publique descend à 60 % du PIB (115,5 milliards de dollars).
- Réduction spectaculaire du déficit budgétaire à 4,8 milliards de dollars (2,5 % du PIB).

## Année1921
- 21-24 mars : échec de l'action de mars, tentative de grève générale insurrectionnelle des communistes.
- 5 mai : la conférence de Londres fixe les réparations de guerre à 269 milliards de marks-or, montant aussitôt réévalué à 132 milliards de marks-or. Refus catégorique de l'Allemagne de payer ce montant.
- 10 mai : premier gouvernement Wirth (Zentrum). Pression du Royaume-Uni et de la France à propos du paiement des réparations de guerre. Soumission de l'Allemagne à l'ultimatum de Londres.
- 26 août : assassinat de Matthias Erzberger, ancien ministre des finances.
- 19 septembre : mise en service de l'AVUS, première autoroute du monde.
- 26 octobre : second gouvernement Wirth (Zentrum). Le chancelier fait entrer des membres de la Ligue des paysans de Bavière au gouvernement. La coalition gouvernementale s'élargit au BBB (209 députés et 45,5 % des sièges), mais reste minoritaire au Reichstag.

### Économie
- Chômage à 3,9 %.
- Le budget atteint l'équilibre budgétaire.
- Hausse du PIB de 3 %.
- L’Allemagne atteint 198,3 milliards de dollars de richesse.
- Période d'hyperinflation : l'inflation monte à 60 %.
- La dette de l'Allemagne descend à 57 % du PIB (113 milliards de dollars).
- Le paiement des réparations de guerre représente 5 % du PIB annuel, soit 9,9 milliards de dollars.

## Année1922
- 16 avril : Traité de Rapallo. Officiellement, ce traité est un accord commercial avec l'URSS. Officieusement, il autorise l'Allemagne à installer des usines d'armement en URSS, violant ainsi le Traité de Versailles.
- 26 mai : Loi établissant l'indépendance de la Reichsbank.
- 4 juin : tentative d'assassinat contre Philipp Scheidemann par l'Organisation Consul.
- 24 juin : le ministre des Affaires étrangères Walter Rathenau est assassiné par l'Organisation Consul.
- 24 octobre : Réélection de Friedrich Ebert comme président du Reich par le Reichstag.
- 14 novembre : Le chancelier Joseph Wirth ne parvient pas à obtenir le soutien du BVP et du DVP au Reichstag. Sans majorité stable, il quitte ses fonctions, entraînant la chute du gouvernement.
- 22 novembre : gouvernement Cuno, soutenu par le DDP, le Zentrum, le DVP et le BVP (189 députes et 41,2 % des sièges).
- Le chancelier demande, le jour de son investiture, une suspension pour deux ans du paiement des réparations de guerre. Cette demande est rejetée par la France, sous l'impulsion du président du conseil alors en fonction, Raymond Poincaré.

### Économie
- Effondrement de la monnaie allemande, développement de l'inflation qui profite au Reich et aux industriels mais ruine gravement la classe moyenne et la classe ouvrière.
- Chômage à 2,8 %.
- Stabilisation de la dette publique.
- Période d'hyperinflation : le niveau de l'inflation atteint 5300 %.
- Le PIB croit de 10 %.
- PIB à 217,8 milliards de dollars.
- Léger excédent budgétaire.

## Année1923
- 2 janvier : Le chancelier Wilhelm Cuno refuse d'honorer les réparations de guerre. La France menace d’occuper l'Allemagne, passant outre l'avis de la Grande-Bretagne.
- 11 janvier : occupation militaire de la Ruhr par les troupes françaises et belges pour réclamer le paiements des réparations. La majorité de la production industrielle allemande est désormais sous le contrôle militaire des Alliés.
- 15 janvier : Début du Ruhrkampf (résistance passive), financée par la République de Weimar.
- 1er mars : Les SA, milice du NSDAP, sont placées sous le contrôle d'Hermann Göring.
- 31 mars : Cinquante mille ouvriers des usines Krupp manifestent à Essen pour protester contre la réquisition de camions par l’armée française. Violente répression qui fait 13 morts.
- 1er mai : Fête du Travail, la manifestation syndicale est violemment perturbée par les SA. Inaction des forces de l'ordre.
- 26 mai : Le militant nationaliste Leo Schlageter est reconnu coupable d'attentat contre l'armée française et fusillé.
- 6 juillet : La France refuse toute négociation avec le gouvernement allemand tant que durera la résistance passive.
- 12 août : De graves affrontements entre manifestants et forces de l'ordre provoquent la chute du gouvernement Cuno.
- 12 août : premier gouvernement Stresemann (DVP). Le chancelier forme un gouvernement de grande coalition, constitué du SPD, du DDP, du Zentrum et du DVP, soit  270 sièges et 58,8 % des sièges.
  - Hyper-inflation (mi-novembre 1923 : 1 franc français = 18 milliards de marks allemands). Les valeurs inscrites sur les billets sont modifiées plusieurs fois par jour en fonction des cours ainsi que les étiquettes des marchandises. Les ouvriers, rémunérés à la journée, vont au travail avec des valises afin de pouvoir emporter la masse de billets nécessaires au règlement de leur paie.
- 25 septembre : Fin du Ruhrkampf (résistance passive).
- 26 septembre : Proclamation de l’état d'urgence en Bavière.
- 27 septembre : Dictature militaire en Saxe.
- 3 octobre : Le SPD refuse de voter la loi sur les pleins pouvoirs incluant la réglementation du temps de travail. Démission du premier gouvernement Stresemann.
- 6 octobre : Accord entre le SPD, le DDP, le Zentrum et le DVP sur la réglementation du temps de travail. La journée de huit heures reste la règle, mais avec possibilité de dérogation.
- 6 octobre : second gouvernement Stresemann (DVP).
- 13 octobre : à la suite des tentatives de putsch en Bavière et en Saxe, Stresemann obtient les pleins pouvoirs du Reichstag.
- 21 octobre : échec de la tentative des communistes d'organiser une insurrection qui devait être l'« octobre allemand ».
- 26 octobre : La France cède enfin sur les négociations avec l'Allemagne.
- 29 octobre : L'armée réoccupe la Saxe, en état d'insurrection. Ouverture des négociations avec la Bavière. Gustav Stresemann perd le soutien du SPD. Le gouvernement est maintenant soutenu par une coalition minoritaire comptant 168 députés soit 36,6 % de sièges.
- 9 novembre : putsch de la brasserie : conduits par Adolf Hitler, les Nazis de Munich tentent de renverser le régime. Mais la Reichswehr réprime la tentative dès le lendemain. Occupation militaire de la Bavière.
- 11 novembre : arrestation de Hitler.
- 15 novembre : création d'une nouvelle monnaie, le markrente, fixé à 1000 milliards de marks.
- 23 novembre : les partis nazi (NSDAP) et communiste sont interdits. Le second gouvernement Stresemann (DVP) dépose une motion de confiance, qui lui est refusée par 231 voix contre 156. Démission du chancelier.
- 30 novembre : premier gouvernement Marx (Zentrum). Coalition minoritaire du Zentrum, du DDP et du DVP (168 députes et 36,6 % de sièges).
- 14 décembre :  Fixation du temps de travail à 54 heures pour les fonctionnaires et 59 heures pour les ouvriers des usines sidérurgiques.

### Économie
- Le Ruhrkampf provoque une très forte hausse de la dette du pays qui monte à 92 % du PIB (170,3 milliards de dollars).
- Baisse de 15 % du PIB, du fait de l'occupation militaire de la Ruhr.
- La richesse nationale atteint 185,1 milliards de dollars.
- Période d'hyperinflation : l'inflation atteint un niveau record : 16 579 999 %.
- Réforme fiscale : hausse des impôts (30 % du PIB, 55,5 milliards de dollars), baisse des dépenses fédérales de 10 %.
- Le budget reste équilibré grâce aux réformes de Stresemann.
- La production minière et sidérurgique s'effondre à la suite de l'occupation française : 63 millions de tonnes de charbon pour 132 en 1922 et 6 millions de tonnes d’acier pour 11 en 1922.
- Chômage à 2,5 %.

## Année1924
- 4 mai : élections législatives. Le parti nazi, bien qu'interdit, réussit à envoyer des députés au Reichstag. Les partis de la Coalition de Weimar perdent encore des sièges au parlement (193 députés et 40,1 % des sièges). Montée de la droite conservatrice et du parti communiste (KPD).
- 1er avril : Adolf Hitler bénéficie de la clémence des juges et n'est condamné qu'à cinq ans de prison.
- 3 juin : deuxième gouvernement Marx (Zentrum).
- 30 août : adoption du Reichsmark, gagé sur l'or.
- 1er septembre : entrée en vigueur du plan Dawes, qui permet une diminution des réparations de guerre allemandes.
- 2 décembre : traité de commerce avec la Grande-Bretagne.
- 7 décembre : Nouvelles élections législatives, renforcement des partis de la Coalition de Weimar (233 députés et 47,3 % de sièges), baisse notable des partis d'extrême gauche et d'extrême droite (KPD, NSDAP). Le deuxième gouvernement Marx s’appuie sur une coalition rassemblant le DDP, le Zentrum et le DVP, soit 152 députés et 30,8 % des sièges.
- 20 décembre : Amnistie d'Adolf Hitler par le gouvernement bavarois ; il reste cependant interdit de parole. Rédaction de Mein Kampf.

### Économie
- Redressement économique de l'Allemagne. Lutte contre l'hyperinflation. Tout nouveau crédit est refusé désormais par la Reichsbank. Les mesures prises par le gouvernement ruine une grande partie de la population.
- L'hyperinflation permet à l’État allemand de réduire drastiquement sa dette à 3 % du PIB (6 milliards de dollars).
- Excédent budgétaire de 2 milliards de dollars (1 % du PIB).
- L'adoption du plan Dawes permet à l'Allemagne de diminuer le versement des réparations à 1 % du PIB annuel (2 milliards de dollars).
- Chômage à 10 %.
- Croissance de l'économie de 10 %, qui bénéficie d'importants investissements américains (30 milliards de dollars).
- Le PIB atteint 205,7 milliards de dollars.

## Année1925
- 15 janvier : premier gouvernement Luther. Ce cabinet est soutenu par une coalition de partis conservateurs au Reichstag (Zentrum, DDP, BVP, DVP, DNVP), soit 274 députés et 55,6 % des sièges.
- 9 février : mémorandum de Gustav Stresemann aux Alliés sur une paix durable en Europe.
- 27 février : Le NSDAP est de nouveau autorisé à l'instigation de Franz Gürtner, ministre de la justice. Adolf Hitler en prend la tête.
- 28 février : mort du premier président de la République Friedrich Ebert.
- 27 mars : Élection présidentielle (1er tour). Ludendorff, candidat du parti nazi, n'obtient que 1,1 % des voix.
- 26 avril : élection présidentielle (2e tour). Von Hindenburg, second président, est élu pour un premier mandat.
- 1er mai : création des SS.
- 1er juillet : La France évacue la Ruhr.
- 18 juillet : première édition de Mein Kampf.
- 16 octobre : accords de Locarno, reconnaissance par l'Allemagne de ses frontières occidentales.
- 2 décembre : Création de l'IG Farben par fusion de 6 groupes industriels allemands.
- Traité de commerce avec les États-Unis.
- L'Abwehr devient le service de renseignement de l'armée allemande.

### Économie
- La dette publique ré-augmente à 10 % du PIB.
- Très forte croissance du PIB (22 %), qui retrouve son niveau d'avant-guerre.
- Léger excédent budgétaire.
- 13 % de la population active est au chômage.
- PIB à 255 milliards de dollars.
- Les dépenses sociales représentent 25 % du PIB (prestations sociales à 10 % du PIB), soit 63,7 milliards de dollars.
- Les prélèvements obligatoires atteignent 31 % du PIB, soit 79,1 milliards de dollars.

## Année1926
- 6 janvier : Création de la Lufthansa.
- 20 janvier : second gouvernement Luther. Le chancelier perd le soutien du DNVP, à la suite de la signature du Pacte de Locarno. Le gouvernement est désormais soutenu par une coalition minoritaire au parlement (173 députés et 34,7 % des sièges).
- 12 mai : Vote de défiance au Reichstag, chute du second gouvernement Luther.
- 17 mai : troisième gouvernement Marx (Zentrum). Ce gouvernement est soutenu par la même coalition que le précédent.
- 24 avril : Traité de Berlin, pacte d'amitié entre l'URSS et l'Allemagne.
- 8 septembre : l'Allemagne entre à la Société des Nations.
- 17 septembre : Entrevue entre Gustav Stresemann et Aristide Briand à Genève. Début de la réconciliation franco-allemande.
- 30 septembre : Création de l'Entente Internationale de l'Acier, réunissant la France, la Belgique, l'Allemagne, le Luxembourg et la Sarre. L'objectif est de fixer des quotas de production pour chaque membre. Mais la crise de 1929 enterrera la mesure.
- Gustav Stresemann reçoit le prix Nobel de la Paix.

### Économie
- Taux de chômage à 6,8 %.
- Stabilisation de la dette.
- Baisse de l'excédent budgétaire en Allemagne.
- Le PIB croît de 9,5 %.
- PIB à 280,5 milliards de dollars.

## Année1927
- 29 janvier : quatrième gouvernement Marx (Zentrum). Nouvelle coalition gouvernementale (Zentrum, DVP, BVP, DNVP, soit 242 députes et 49,1 % des sièges), qui reste minoritaire au Reichstag.
- 16 juillet : création de l'assurance-chômage.
- 21 août : premier congrès du NSDAP à Nuremberg.
- 19 septembre : Dans un discours prononcé sur les lieux de la bataille de Tannenberg, Hindenburg rejette la responsabilité de l'Allemagne dans le déclenchement de la Grande Guerre.
- 5 octobre : Traité de commerce entre la France et l'Allemagne.
- Prix Nobel de la paix à l'allemand Ludwig Quidde.

### Économie
- Taux de chômage à 12 %.
- Forte hausse des dépenses dû à l'assurance chômage et à l'augmentation de la population sans emploi.
- Le budget redevient déficitaire faute de recettes suffisantes, il le restera jusqu'à l'arrivée des Nazis au pouvoir.
- Déficit public à 5 % du PIB (15 milliards de dollars).
- Le ratio dette/PIB reste stable grâce à la croissance.
- Croissance du PIB à 7 %.
- PIB à 300,1 milliards de dollars.
- 81 milliards de dollars affectés aux dépenses sociales (27 % du PIB).
- 93 milliards de dollars de prélèvements obligatoires (31 % du PIB).

## Année1928
- 20 mai : Victoire des sociaux-démocrates aux législatives (153 députés et 29,8 % des sièges). Net recul de la droite. La Coalition de Weimar obtient son meilleur score depuis les élections de 1920, mais échoue cependant à atteindre la majorité absolue au Reichstag (239 députés soit 48,7 % des sièges). Le parti nazi d'Adolf Hitler (NSDAP) obtient 12 sièges (810000 voix et 2,6 % au parlement). À la suite de cet échec, la droite conservatrice se radicalise davantage et se rapproche de l’extrême droite, et donc des Nazis.
- 12 juin : Démission du chancelier Wilhelm Marx du Zentrumspartei.
- 28 juin : La victoire des sociaux-démocrates aux élections les place en position de force pour la formation d'un nouveau cabinet. Ce sera le deuxième gouvernement Müller (SPD). Il s'appuie sur une large majorité allant du SPD au BVP (301 députés et 61,3 % des sièges). Ce cabinet sera le plus long et le plus stable de la République de Weimar.
- L’Allemagne est redevenue la première puissance mondiale pour la chimie, l’optique, l’électrotechnique et les industries mécaniques. Elle assure 10 % du commerce mondial (13 % en 1913).

### Économie
- Le taux de chômage baisse à 6 %.
- La richesse du pays atteint 315,5 milliards de dollars.
- Le budget reste déficitaire à 3,5 % du PIB (11 milliards de dollars).
- La dette publique reste stable à 11 % du PIB.
- Réduction de la croissance à 5 % du PIB.

## Année1929
- 9 janvier : Heinrich Himmler prend le commandement des SS et en fait un corps d’élite.
- 7 janvier :  PlanYoung. Abaissement des réparations allemandes, retrait des troupes françaises de Rhénanie.
- 1er mai : manifestation communiste à Berlin.
- 19 septembre : L'armée française entame l'évacuation de la Rhénanie.
- 3 octobre : Mort de Gustav Stresemann, l'un des derniers défenseurs de la République.
- La crise économique touche brutalement l'Allemagne, affaiblissant encore plus la République de Weimar.
- Le deuxième gouvernement Müller (SPD) est pris de court par la violence de la Grande Dépression et peine à apporter des réponses concrètes pour lutter contre l’aggravation des déficits et du chômage. La coalition parlementaire soutenant le chancelier se fragilise.

### Économie
- Hausse du chômage, 8 % de la population est sans emploi.
- Stagnation du PIB à 0,3 %.
- Richesse nationale à 317 milliards de dollars.
- La dette publique augmente à 13 % du PIB.
- Déficit budgétaire de 6,5 milliards de dollars (2 % du PIB).
- 1,5 milliard de dollars est affecté au service de la dette.
- Le taux de prélèvements obligatoires s'établit à 35 % du PIB (111,2 milliards de dollars).
- 95,1 milliards de dollars alloués aux dépenses sociales (30 % du PIB).

## Année1930
- 23 janvier : le national-socialiste Wilhelm Frick est nommé chancelier de Thuringe.
- 12 mars : Hans Luther est nommé directeur de la Reichsbank par le gouvernement.
- 27 mars : Échec de la réforme de l'assurance-chômage. Le gouvernement perd la confiance des partis conservateurs BVP et DVP. Le chancelier social-démocrate Hermann Müller est mis en minorité au Reichstag, ce qui l'oblige à démissionner de sa fonction. Ce cabinet sera le dernier gouvernement majoritaire au parlement de la République de Weimar.
- 30 mars : premier gouvernement Brüning (Zentrum). Le chancelier forme une coalition minoritaire regroupant le Zentrum, DDP, DVP, WP, CNBL, BVP et le KVP (159 députés et 27,5 % des sièges) .
L'arrivée du chancelier Brüning inaugure une méthode autoritaire de gouvernement fondé sur l'usage quasi systématique de l'article 48. Il maintient Julius Curtius aux Affaires étrangères et Wilhelm Grœner à la Reichswehr et fait entrer deux modérés du DNVP, Martin Schiele et Gottfried  Treviranus. Brüning compte alors s'appuyer sur la droite pour gouverner.
- 31 mars : plus de trois millions de chômeurs en Allemagne. Le chancelier Brüning fait voter une loi fiscale augmentant les impôts sur les entreprises, ce qui provoque la colère du patronat.
- 30 juin : évacuation totale anticipée de la Rhénanie par les troupes Alliées.
- 16 juillet : rejet du projet déflationniste présenté par Brüning.
Ce dernier désirait diminuer les indemnités de chômage et augmenter les impôts mais il n'obtient pas le soutien du DNVP si bien que le projet est rejeté. La création d'un impôt par tête est également rejeté par les partis de gauche du parlement. Brüning recourt à l'article 48 afin d'obtenir son adoption par décret-loi mais le Reichstag réclame son annulation par 256 voix contre 221 (vote du SPD, KPD, NSDAP et du DNVP). Le chancelier dissout alors le Reichstag.
- 14 septembre : élections législatives. La participation atteint les 82 %. Les partis de Weimar, mis à part le Zentrum, s'effondrent au profit des communistes du KPD et des nationaux-socialistes du NSDAP. Ce dernier obtient 18,3 % des suffrages et 107 sièges au Reichstag. Mais les sociaux-démocrates restent majoritaires avec 143 députés. Le chancelier Brüning forme un gouvernement minoritaire, toléré par le SPD.
- Octobre : tournée de Hjalmar Schacht, président de la Reichsbank, aux États-Unis afin d'obtenir une révision du plan Young.
- 12 octobre : évacuation totale de la Sarre par l'armée française.
- 18 octobre : motion de censure au gouvernement Brüning par le NSDAP, le DNVP, le Landvolkpartei et le KPD. Le gouvernement est sauvé par une coalition regroupant le SPD, le Staatspartei, le Zentrum, le BVP, le DVP, le KVP, le CNBL et le WP. Le vote de la motion de défiance est finalement rejeté par 302 voix contre 244. Cette coalition hétéroclite vote ensuite la vacance du Reichstag pour permettre au chancelier de gouverner par des décrets-lois. La constitution de cette coalition montre le soutien désespéré des derniers partis républicains à un régime de plus en plus instable.
- La dure crise économique qui sévit, permet aux Nazis (Parti National Socialiste) qui depuis 1920 allient démonstrations de force et démagogie, d'offrir par l'idée de l'établissement d'un État fort, une voie d'espérance, à la finance, aux industriels et au petit peuple (notamment chez les chômeurs).
- Premiers décrets réduisant la protection sociale.

### Économie
- L’Allemagne entre en récession (-7 % du PIB).
- PIB à 294,8 milliards de dollars.
- Dette publique à 60 % du PIB.
- 94,4 milliards de dollars sont affectés aux dépenses sociales, soit 32 % du PIB.
- Fin de l'indexation des salaires sur les prix.
- Le déficit public augmente à 6 % du PIB (17,7 milliards de dollars).
- 14 % de la population est au chômage en décembre.

## Année1931
- 21 mars : publication d'un projet d'union douanière austro-allemande qui entraîne la protestation de la France. Toute tentative d'Anschluss est interdite par le traité de Versailles.
- 31 mars : loi prévoyant le versement d'une aide aux agriculteurs, durement touchés par la crise.
- 6 juin : L'Allemagne se déclare incapable de régler les réparations de guerre.
- 9 juin : décret-loi s'attaquant à la protection sociale.
  - L'aide aux chômeurs est diminuée de 25 %, l'âge d'indemnisation est augmenté de 16 à 21 ans et les femmes en sont exclues.
  - Baisse de 10 % des loyers.
  - Les allocations familiales sont diminuées de 20 %.
  - Suppression de nombreuses aides sociales.
  - Augmentation des impôts de 20 %.
  - Le traitement des fonctionnaires est diminué de 15 %.

Le chancelier Brüning tente par tous les moyens de réduire le déficit public. Mais les mesures prises échouent car elles ponctionnent les revenus (et donc la consommation) des ménages et des entreprises, aggravant les effets de la crise. La baisse des prestations sociales est de plus très mal vécue par la population qui subit de plein fouet la Grande Dépression avec un fort chômage et une baisse de son niveau de vie. 
- 21 juin : le président américain Hoover propose un moratoire d'un an sur les réparations de guerre mais l'Allemagne souhaite leur abrogation définitive. La France ne peut s'y résoudre.
- 9 juillet : rencontre entre Adolf Hitler et Alfred Hugenberg, leader du DNVP. Les deux hommes s'entendent pour faire tomber la République.
- 13 juillet : Krach de la Darmstädter und Nationalbank (Danat Bank). Brüning décide de fermer les établissements bancaires pour deux jours afin d'arrêter la vague des retraits.
- 3 août : réouverture des banques.
- 8 août : réouverture des caisses d'épargne.
- 9 octobre : second gouvernement Brüning (Zentrum).
Brüning remplace Curtius aux Affaires étrangères et Groener ajoute le portefeuille de l'Intérieur à celui de la Reichswehr qu'il possédait déjà. Ce nouveau gouvernement voit également l'arrivée de nombreux techniciens. Une nouvelle motion de défiance est rejetée, mais la coalition gouvernementale soutenant Brüning s'affaiblit encore (départ du DVP et du WP).
- 10 octobre : rencontre entre le président Hindenburg et Adolf Hitler.
- 11 octobre : Front de Harzburg. À l'initiative du DNVP, une grande manifestation réunit tous les groupes antirépublicains à Harzburg : le NSDAP, le DNVP, le Stalhelm, le Reichslandbund, organisation agrarienne… Mais les ennemis de la République sont loin d'être unis.
- Décembre : Près de 6 millions d'Allemands sont au chômage.
- 8 décembre : décret-loi abaissant une nouvelle fois les prix et les salaires d'environ 10 %. Le taux d'emprunt pour les prêts agricoles est également abaissé. Hausse de 10 % des impôts sur les entreprises.
- 18 décembre : formation du Front de fer à l'initiative du SPD. Il réunit le Reichsbanner, les syndicats et les organisations de jeunesse et de sport dans le mouvement du SPD.

### Économie
- La politique déflationniste du gouvernement Brüning ne parvient pas à enrayer la crise économique.
- La protection sociale passe de 94,4 à 78 milliards de dollars (30 % du PIB).
- Réduction générale des dépenses fédérales de 25 %.
- Hausse de la fiscalité qui passe de 35 à 39 % du PIB (97,5 milliards de dollars).
- La diminution rapide des dépenses compense temporairement celle des recettes fiscales. Réduction du déficit à 3 % du PIB.
- Recul des prix et des salaires de 20 %.
- La dette publique atteint 20 % du PIB.
- Chômage à 23 % de la population active.
- PIB à 260 milliards de dollars.
- Recul du PIB de 10 %.

## Année1932
- Janvier : le nombre de chômeurs dépasse désormais les 6 millions.
- 6 janvier : l'Allemagne se déclare en cessation de paiement.
- 22 février : Joseph Goebbels annonce la candidature d'Hitler à la présidence de la République.
- 26 février : Adolf Hitler, jusque-là apatride, obtient la nationalité allemande.
- 12 mars : élection présidentielle (premier tour).
  - Résultats : participation 86,2 %. 1er von Hindenburg (49,6 %), 2e Hitler (30,1 %), 3e Thälmann (13,2 %), 4e. Duesterberg (6,8 %),…
- 12 avril : élection présidentielle (second tour)
  - Résultats  : participation 83,5 %. 1er von Hindenburg (53 %, élu), 2e Hitler (36,8 %), 3e Thälmann (10,2 %).
- L'arrivée du NSDAP au deuxième tour de la présidentielle provoque une soutien massif des partis républicains (notamment le SPD) sur la candidature de von Hindenburg.
- 14 avril: décret-loi interdisant les armées privées telles les SA et les SS. Cette décision provoque la colère du président Hindenburg et de von Schleicher qui désirent une orientation du régime à droite. Cette orientation ne peut se faire sans le NSDAP si bien qu'ils s'opposent aux décisions contre ce parti.
- 8 mai : rencontre secrète entre Adolf Hitler et le général Kurt von Schleicher. Hitler accepte la constitution d'un gouvernement sans Brüning et Groener en échange de la levée de l'interdiction qui pèse sur les SA et les SS et la dissolution du Reichstag.
- 12 mai : démission de Groener du ministère de la Reichswehr. Le chancelier Brüning, qui mène une politique de plus en plus à gauche pour garder le soutien du SPD, irrite les milieux conservateurs dont fait partie le président von Hindenburg.
- 30 mai : Hindenburg renvoie le chancelier Brüning sous la pression des Junkers qui s'opposaient à une future loi agraire.
- 2 juin : gouvernement von Papen. Ce dernier forme le « cabinet des barons » car il comprend des proches du président, des Junkers et des conservateurs presque tous membres de l'aristocratie. Kurt von Schleicher obtient la Reichswehr. Ce cabinet présidentiel illustre la fin définitive des gouvernements parlementaires.
- 4 juin : dissolution du Reichstag.
- 16 juin : les SA et les SS sont de nouveau autorisés.
- 9 juillet : conférence de Lausanne. Annulation des dettes allemandes.
- 20 juillet : instauration de l'état d'exception à Berlin et au Brandebourg. Franz von Papen prend prétexte des désordres sanglants qui eurent lieu pendant la campagne électorale d'avril pour utiliser l'armée. L'objectif du chancelier était de faire tomber le principal bastion démocratique d'Allemagne, à savoir la Prusse. Une fois cette région sous le contrôle de la Reichswehr, les changements de personnels purent commencer.
- 31 juillet : élections législatives, dans un climat de tension extrême (plusieurs centaines de morts durant la campagne électorale).
  - Résultats : participations 80,6 %. 1er NSDAP (37,3 % et 230 élus), 2e SPD (21,6 % et 133 élus), 3e KPD (14,3 % et 89 élus), 4e Zentrum (12,5 % et 75 élus) , 5e DNVP (5,9 % et 37 élus)… C'est le meilleur résultat électoral du NSDAP en élections libres.
  - Analyse : ces élections marquent une défaite totale pour le chancelier dans la mesure où il n'est soutenu que par le DNVP. Le grand vainqueur est le NSDAP qui grignote l'électorat conservateur et libéral. À l'extrême-gauche, le KPD se renforce également, mais au détriment du SPD. Ces résultats s'expliquent par le scepticisme de plus en plus important de la population vis-à-vis du système républicain. Les deux extrêmes obtiennent 319 députés soit 52,5 % des sièges. Le centre, représenté par les partis de la Coalition de Weimar, est totalement éventré. La formation d'un gouvernement parlementaire devient impossible, ce qui préfigure la fin de la République de Weimar.
- 2 août : Franz von Papen et Kurt von Schleicher propose au NSDAP d'occuper le poste de vice-chancelier ainsi que deux ministères : l'Alimentation et les Affaires étrangères. Hitler refuse car il réclame le poste de chancelier ainsi que les ministères de l'Intérieur pour le Reich et la Prusse.
- 13 août : Nouvelle entrevue entre le président Hindenburg et Adolf Hitler. Le président signifie au chef du NSDAP qu'il ne lui confiera pas le pouvoir.
- 30 août : élection d'Hermann Göring comme président du Reichstag.
- 4 septembre : décret-loi prévoyant une réduction des impôts ainsi que des commandes de l'État, l'expansion du crédit et un programme d'investissement de 2,5 milliards de RM pour créer des emplois.
- 12 septembre : dissolution du Reichstag. Au moment de débattre du décret-loi précédent, le KPD propose une motion de défiance. 512 députés votent la censure au gouvernement Franz von Papen contre 42. Le chancelier est contraint de dissoudre, et fait ainsi le jeu du NSDAP.
- 6 novembre : élections législatives
  - Résultats : participations 84,1 %. 1er NSDAP (33,1 % et 196 élus), 2e SPD (20,4 % et 121 élus), 3e KPD (16,9 % et 100 élus), 4e Zentrum (11,9 % et 70 élus) , 5e DNVP (8,3 % et 52 élus, 6e BVP (3,1 % et 20  élus)… Le NSDAP est en baisse sensible.
  - Analyse : le NSDAP connaît un recul sensible au profit des partis bourgeois tandis que le KPD poursuit sa progression au détriment du SPD.
- 17 novembre : Démission de Franz von Papen. Le Zentrum est prêt à gouverner avec le NSDAP mais sans Franz von Papen, le tombeur de Brüning.
- 3 décembre : gouvernement von Schleicher. Nouveau cabinet présidentiel.
- 11 décembre : réunion des cinq puissances à Genève qui admettent le principe de l'égalité des droits, c'est-à-dire le droit pour l'Allemagne de réarmer librement.

### Économie
- Le PIB atteint 235 milliards de dollars.
- La crise provoque une forte baisse des recettes fiscales, qui passent de 111,2 milliards de dollars en 1929 à 93,9 milliards.
- Le déficit budgétaire passe à 7 % du PIB (16,4 milliards de dollars).
- 30 % de la population est au chômage.
- Baisse du PIB de 13 %.
- Stabilisation de la dette à 22 % du PIB.
- 65,8 milliards de dollars affectées aux dépenses sociales (28 % du PIB).
- Taux de prélèvements à 40 % du PIB (93,9 milliards de dollars).
- En juillet, le pays connait une reprise économique. Le PIB progresse pour la première fois depuis 1929, légère baisse du chômage. Les élites au pouvoir demeurent cependant incapables de communiquer sur ces bons résultats, et les résultats des élections au Reichstag en seront la funeste conséquence.

## Année1933
- 15 janvier : les élections au land de Lippe-Detmold est un triomphe pour le parti nazi qui obtient 43 % des suffrages devant les sociaux-démocrates 39 %. Ce succès relance la propagande nazi en recul depuis les éléctions fédérales de novembre[1]
- 23 janvier : le président von Hindenburg refuse de dissoudre le Reichstag comme le lui suggérait Kurt von Schleicher.
- 28 janvier : démission de Kurt von Schleicher.
- 30 janvier : gouvernement Hitler (NSDAP) (21e et dernier gouvernement de la République de Weimar)
- 4 février : le président von Hindenburg signe le décret (élaboré avant l'accession d'Hitler au pouvoir) « pour la protection du peuple allemand » permettant de suspendre les droits fondamentaux.
- 27 février : incendie du Reichstag dans la nuit du 27 au 28
- 28 février : décret présidentiel « pour la protection du peuple et de l'état » abolissant la quasi-totalité des droits constitutionnels.
- 5 mars : élections législatives.
  - Résultats : NSDAP 43,9 %, SPD 18,3 %, KPD 12,3 %, Zentrum 11,2 %, DNVP 8 %.
  - Le NSDAP, après avoir mené une campagne extrêmement violente, et alors que des députés communistes ont été arrêtés, échoue à obtenir la majorité absolue au Reichstag. Par conséquent, Adolf Hitler est obligé de maintenir sa coalition avec son allié, le DNVP, pour obtenir la majorité absolue.
- 21 mars : Journée de Potsdam : première mise en scène de la propagande nazie de Joseph Goebbels
- 21 mars : ouverture de Dachau, 1er camp de concentration allemand.
- 23 mars : vote du Reichstag, Hitler obtient les pleins pouvoirs pour quatre ans. Tous les partis présents au parlement ont voté pour les pleins pouvoirs. Seuls les 92 députés du SPD ont voté contre. Ermächtigungsgesetz. Les députés du KPD ayant été au préalable mis en prison ou invalidés.
- 29 mars : déclaration de Fulda : les évêques allemands lèvent l'incompatibilité pour des Catholiques d'adhérer au NSDAP.
- 31 mars : début de la Gleichschaltung : « mise au pas » des Länder et de toute la société allemande.
  - Première loi de suppression des Länder.
- 1er avril : début des violences anti-juives et boycott des magasins juifs.
- 7 avril : loi sur le rétablissement du système des fonctionnaires de profession :
  - Légalisation de l'élimination des juifs de la fonction publique. Début de l'émigration juive
- 7 avril : deuxième loi de suppression des Länder.
- 7 avril : interdiction du KPD (Parti communiste). Ses biens sont saisis.
- 26 avril : Hermann Göring fonde la Gestapo.
- 2 mai : dissolution des syndicats.
- 10 mai : autodafé de Berlin.
- Juin-juillet : auto-dissolution des partis politiques.
- 6 juillet : Hitler proclame la fin de la révolution.
- 8 juillet : signature du concordat avec l'Église catholique romaine.
- 14 juillet : le NSDAP devient officiellement parti unique.
- 14 octobre : l'Allemagne se retire de la Société des Nations.
- 12 novembre : « Élections » pour le renouvellement du Reichstag.
- 1er décembre : le NSDAP devient institution d'état.
- La constitution de Weimar, sans être abrogée, est vidée de son contenu démocratique par les Nazis. Elle sera finalement officiellement abolie par les Alliés en 1945.
- La crise économique, mais aussi les graves faiblesses constitutionnelles de la République (dissolution abusive du parlement par le président du Reich, scrutin proportionnel intégral interdisant toute majorité stable, absence de cour constitutionnelle validant ou infirmant les lois votées) permettront en fin de compte au NSDAP de conquérir définitivement le pouvoir.

### Économie
- Fin de la récession, retour de la croissance.
- PIB à 253,8 milliards de dollars.
- Dette à 23 % du PIB.
- Forte hausse de la fiscalité (55 % du PIB, 139,59 milliards de dollars).
- La forte hausse des recettes entraîne un retour du budget à l'équilibre.
- Hausse du PIB de 8 %.
- Baisse du nombre de chomeurs à 3,5 millions. 26,5 % de chômage.

## Sources
- Hans Mommsen, Aufstieg und Untergang der Republik von Weimar, Ullstein, 1989.